# Caja Mágica
La Caja Mágica, tradotto come La Scatola Magica, e noto anche come Manzanares Park Tennis Center, è un complesso sportivo multifunzionale situato a Madrid, nel distretto di Usera. La struttura è stata costruita per supportare la candidatura di Madrid alle Olimpiadi 2016, e viene utilizzata per il torneo dell'ATP World Tour Masters 1000 Mutua Madrid Open.
Nella struttura sono presenti tre campi da tennis in terra rossa, tutti con copertura mobile. Il campo principale ha 12 500 posti a sedere, mentre i due secondari hanno rispettivamente 3 500 e 2 500 posti. La capacità di questi ultimi sarebbe stata aumentata se la candidatura di Madrid fosse andata a buon fine.
Lo stadio è stato inaugurato l'8 maggio 2009 con un concerto di Lenny Kravitz, e dallo stesso anno è diventata la sede del Madrid Masters. Il 7 novembre 2010 ospitò la premiazione degli MTV Europe Music Awards. Il 16 novembre 2024 ha ospitato la XXII edizione del Junior Eurovision Song Contest.
Dall'autunno 2010 al giugno 2011, l'impianto ha accolto, presso il campo centrale del tennis, anche tutte le partite casalinghe di pallacanestro del Real Madrid.
Nonostante la struttura sia moderna ed avveniristica, è stata criticata per la sua inadeguatezza e scarsa funzionalità. In particolare, per la pesantezza architettonica della struttura, per i coni d'ombra generati dalla copertura rigida del tetto - che compromettono la resa televisiva e distraggono i giocatori nelle fasi di gioco - e per l'infelice disposizione dei seggiolini agli angoli delle strutture.

## Galleria d'immagini

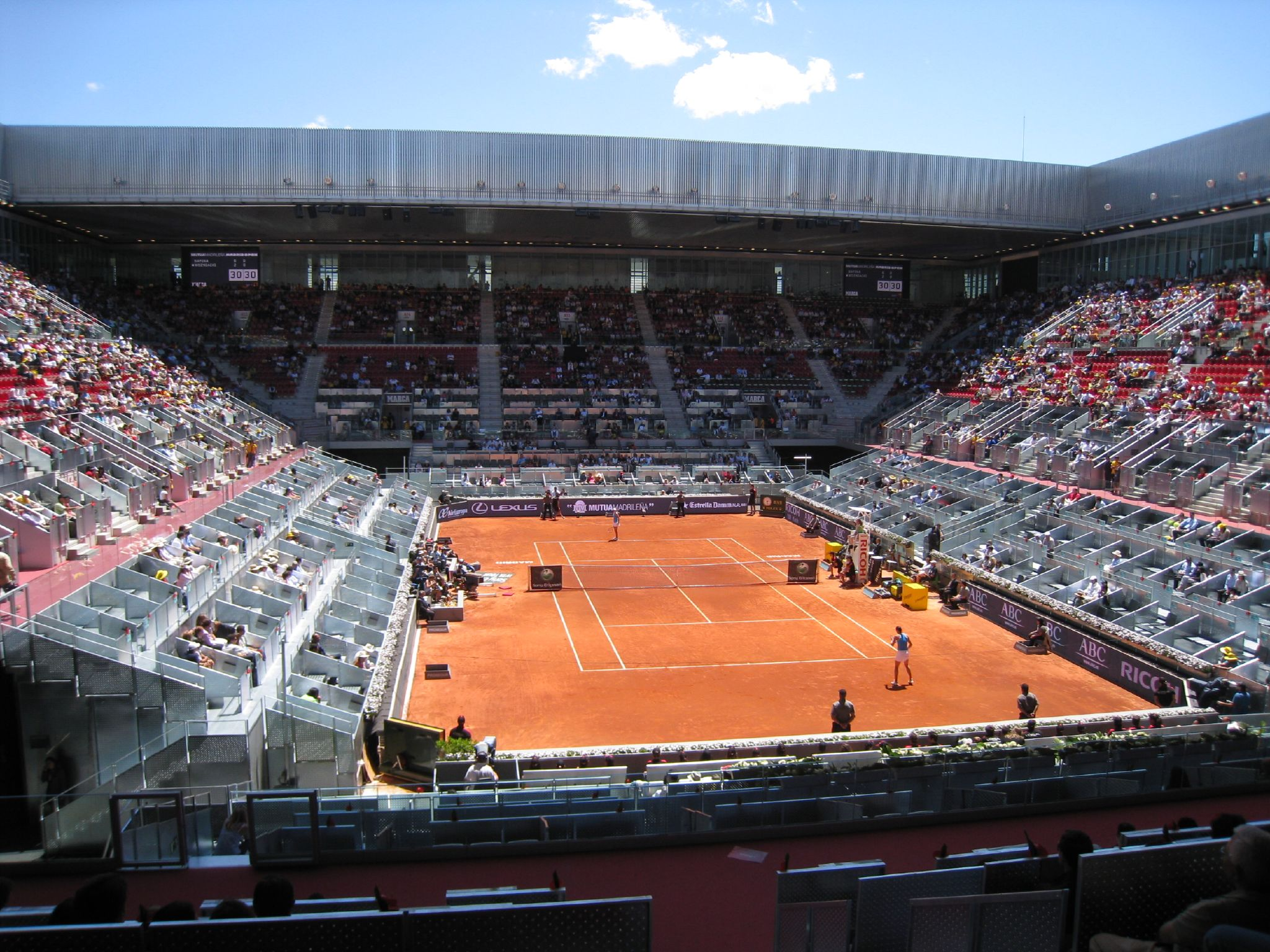
Il Central Court durante il Madrid Masters del 2009
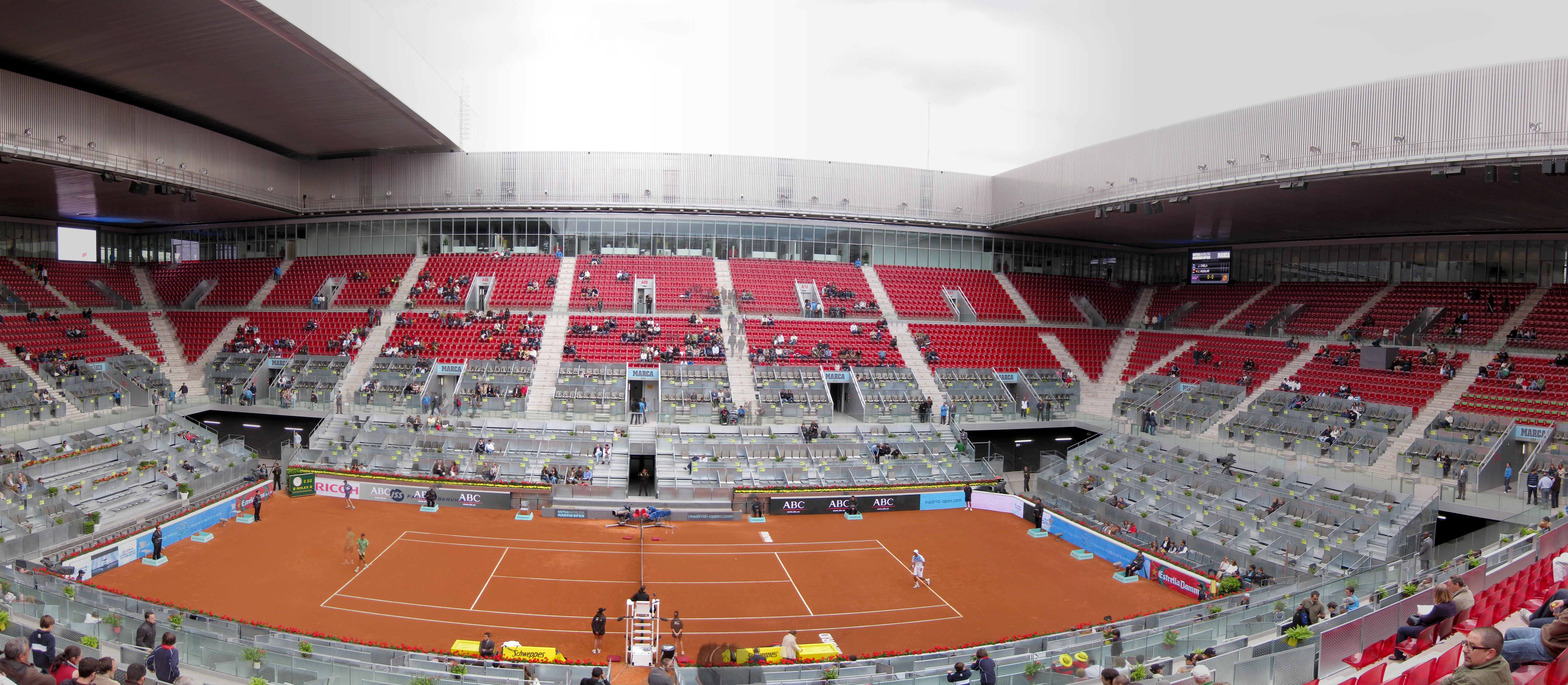
Panoramica del Central Court